# VIII V 1
VIII {\displaystyle \textstyle {\mathfrak {V}}}1 (VIII V 1) – seria niemieckich parowozów pospiesznych kolei saksońskch, produkowanych w latach 1896–1900. Miały one układ osi 2'B i silnik sprzężony na parę nasyconą. Zbudowano 32 lokomotywy tej serii, które służyły następnie na kolejach niemieckich DRG.

## Historia
Parowóz pospieszny kolei saskich serii (niem. Gattung) VIII V1 był następcą parowozów serii VIII 2, o tym samym układzie osi 2'B, różniącym się przede wszystkim zastosowaniem bardziej ekonomicznego silnika sprzężonego zamiast silnika bliźniaczego. Przez inne rozmieszczenie mas i skrócenie rozstawu osi przedniego wózka tocznego z 240 do 215 cm uzyskano większy nacisk na osie wiązane i w konsekwencji większą masę przyczepną. Nowością w saskich lokomotywach był też kocioł ze stojakiem Belpaire’a i rozrząd Heusingera. W oznaczeniu parowozu na kolejach saskich seria VIII oznaczała lokomotywy o układzie osi 2'B, litera V (pisana frakturą: {\displaystyle \textstyle {\mathfrak {V}}}) – silnik sprzężony (Verbundtriebwerk), a cyfra 1 pierwszą odmianę parowozu. W tym samym czasie opracowano też pokrewną konstrukcyjnie lokomotywę osobową VIII V 2, różniącą się głównie mniejszą średnicą kół (1590 mm) i zmniejszonym kotłem.
Wyprodukowano 32 lokomotywy serii VIII V 1, wszystkie przez zakłady Hartmann w Chemnitz (pełna nazwa: Sächsische Maschinenfabrik vorm. Richard Hartmann – Saska Fabryka Maszyn dawniej Richard Hartmann). Były one budowane w trzech ulepszanych seriach produkcyjnych, różniących się charakterystykami. 10 lokomotyw pierwszej serii było zbudowanych w 1896 roku (numery na kolei 121-130), a 10 lokomotyw drugiej serii w 1897 roku (numery 131-140). Pierwsza seria miała cylindry o średnicy 460/680 mm, druga: 500/700 mm. Z widocznych zmian, w drugiej serii podcięto i zaokrąglono dotychczas prostą dolną krawędź ścian budki maszynisty, nad drugą osią wiązaną. Obie serie miały podwójne boczne okna budki.
W trzeciej serii 12 lokomotyw zbudowanych w 1900 roku polepszono wydajność kotła, podnosząc ciśnienie z 12 do 13 atmosfer i powiększając liczbę płomieniówek z 212 do 239. Kocioł podniesiono przy tym o 10 cm (środek był na wysokości 2350 mm nad szynami). Seria ta miała cylindry o średnicy 480/700 mm. Z widocznych zmian, przedłużono do tyłu daszek budki maszynisty, polepszając nieco ochronę obsługi. Lokomotywy te nosiły numery od 141 do 152.
Lokomotywy początkowo miały trzyosiowe tendry saskich serii sä 3T12 (12 m² wody, 5 t węgla), później sä 3T15 (15 m² wody, 5 t węgla) lub czteroosiowe sä 2'2'T21 (21 m² wody, 5 t węgla).
Stały rozstaw osi wiązanych wynosił 2400 mm, osi wózka tocznego: 2150 mm, rozstaw między drugą osią toczną a pierwszą wiązaną: 2250 mm. Wózek toczny był typu erfurckiego, zawieszony na ślizgowym łożysku kulowym.

## Służba
Lokomotywy serii VIII V1 prowadziły m.in. pociągi na trasie Lipsk-Berlin. Od 1905 roku zaczęto je w tym celu, dla zwiększenia zasięgu bez uzupełniania wody, wyposażać w większe czteroosiowe tendry. Wszystkie lokomotywy nosiły nazwy niemieckich miast, z wyjątkiem lokomotywy nr 128 „Zürich”.
Po I wojnie światowej lokomotywy te przeszły na Koleje Niemieckie (DRG). Część wycofano na początku lat 20., pozostawiając 23, zaklasyfikowane w 1925 roku jako serie 1315 (11 nowszych lokomotyw 3. serii, o numerach 13 1501 do 1511) oraz 1371 (7 lokomotyw 1. serii i 5 lokomotyw 2. serii, o numerach 13 7101 do 13 7112). Wszystkie zostały jednak wycofane w latach 1926–1930.
Lokomotywa serii VIII V 1 mogła ciągnąć po równym terenie z prędkością 90 km/h pociąg o masie 200 t lub 210 t w przypadku trzeciej serii, a na pochyłości 10‰ – z prędkością 50 km/h, odpowiednio 150 lub 175 t.